# Gruppo di reclutamento della Legione straniera
Il Gruppo di reclutamento della Legione straniera (GRLE) è un'unità dell'Esercito francese. È l'unità incaricata del reclutamento nella Legione straniera francese.

## Storia

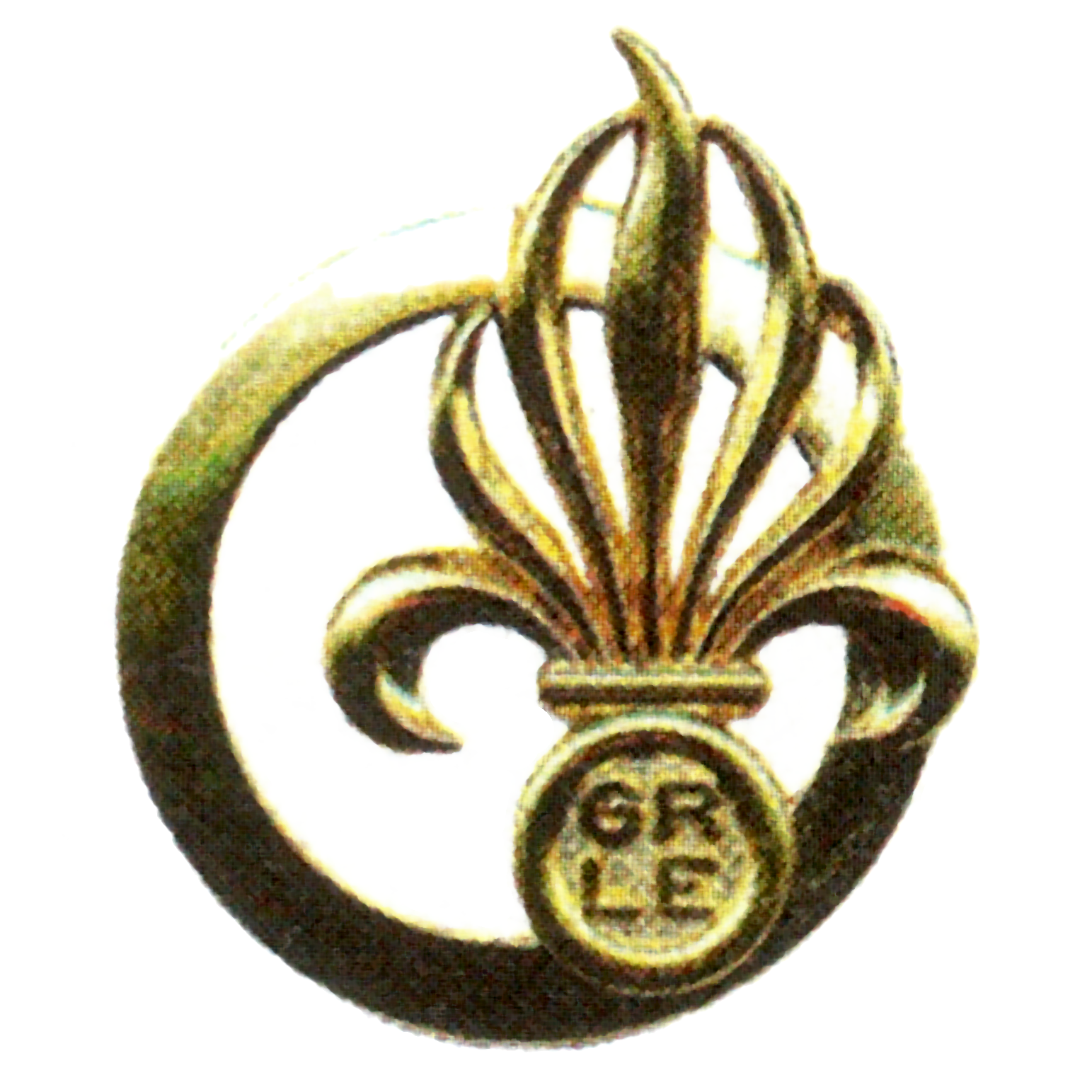
Emblema del GRLE

L'unità, creata il 1º luglio 2007 da una scissione con il 1º Reggimento straniero, riprende le funzioni dell'ex Divisione di reclutamento della Legione straniera.

## Missioni e organizzazione
Il GRLE è incaricata del reclutamento e della selezione dei candidati che si arruolano volontariamente nella Legione straniera.
L'Unità è organizzata in due compagnie:
- la CTLE, o Compagnia di transito della Legione straniera, stazionata a Fort de Nogent nella regione parigina, accoglie i legionari di passaggio prima della loro partenza o dopo il loro arrivo dai territori oltre-mare; è pure incaricata dell'amministrazione del personale distaccato alla direzione delle risorse umane dell'Esercito francese (ex DPMAT);
- la CRLE, o Compagnia di reclutamento della Legione straniera, che gestisce e amministra tutti i posti di reclutamento della stessa esistenti in Francia:
  - Lilla
  - Nantes
  - Parigi - Château neuf de Vincennes
  - Strasburgo
  - Bordeaux
  - Lione
  - Marsiglia
  - Nizza
  - Perpignano
  - Tolosa